# Cărbune în Ucraina
Mineritul cărbunelui reprezintă o ramură importantă a industriei din Ucraina.
Mineritul cărbunelui în Ucraina este asociat de obicei cu bazinul Donețk, bogat în cărbune, deși nu este singura regiune în care se practică, alte locuri de unde se extrage cărbune fiind bazinul Lviv-Volînia și bazinul de lignit al Niprului. Bazinul Donețk se află în partea de est a Ucrainei și este cea mai mare și cea mai dezvoltată regiune minieră din țară.
Ucraina a fost până nu de mult a treia cea mai mare țară producătoare de cărbune din Europa. În 1976, producția la nivel național era de 218 milioane de tone. Din 2016, producția a scăzut la 41 de milioane de tone. Bazinul Donețk, care conține 90% din rezerva națională de cărbune, are de suferit datorită a trei probleme: (1) minele nu sunt destul de profitabile pentru a susține investiții rezultând în folosirea de echipamente vechi de 20 de ani, (2) guvernul a întrerupt subvenții miniere în valoare de 600 de milioane de dolari, în urma consultării Fondul Monetar Internațional și (3) guvernul Ucrainean refuza să cumpere cărbune de la statele auto-proclamate Republica Populară Donețk și Republica Populară Luhansk.

## Istorie
Mineritul cărbunelui a început în Ucraina în 1870. În 1913, Donețk producea 87% din cărbunele din Imperiul Rus. Producea 50% din cărbunele folosit în metalurgie din URSS. Asemenea altor întreprinderi sovietice, companiile de cărbune ofereau facilități sociale precum școli și spitale
Rezervele de cărbune
Rezervele de cărbune ale Ucrainei sunt estimate la 60 de miliarde de tone, din care 23 de miliarde sunt dovedite și probabile și 10 miliarde de tone pot fi exploatate din punct de vedere economic. Conform sindicatului minier din Ucraina, cărbunele constituie 95% din resursele energetice ale țarii. 
90% din rezervele de cărbune ale Ucrainei se afla în Bazinul Donețk (partea extrem estică a țarii).  Controlul acestei porțiuni din țară este disputat. Rebeli susținuți de ruși cer suveranitatea regiunii. Pe la mijlocul lunii mai 2017, președintele ucrainean Petro Poroshenko a semnat un decret temporar care interzice schimbul de bunuri cu teritoriile auto-proclamate Republica Populară Donețk și Republica Populară Luhansk. 
Alte două bazine carbonifere sunt bazinul Lviv-Volînia, aflat între Lviv și Volodîmîr-Volînskîi, și bazinul de lignit al Niprului din partea centrală a Ucrainei, dar a cărui exploatare a fost oprită din ani 1990.